# مايكل الكسندر
مايكل سولومون الكسندر (وُلِدَ في 1 مايو 1799 – تُوفي في 23 نوفمبر 1845) هو أسقف القدس الأنجليكاني الأول.

## نشأته
وُلِدَ مايكل الكسندر في بروسيا الجنوبية بتاريخ 1 مايو 1799.

## توليه رئاسة الأسقفية
يُعد المطران مايكل الكسندر أول أسقف أنجليكاني للقدس، حيث تولى ذلك منذ عام 1841 حيث تأسيس مطرانية القدس الأسقفية، واستمر حتى وفاته نهاية عام 1845، وقد خلفه بعد وفاته الأسقف صموئيل غوبات. وتضم أسقفية القدس الأنجليكانية كل من فلسطين وإسرائيل والأردن وسوريا ولبنان وسائر المنطقة.

## وفاته
تُوفي الأسقف مايكل الكسندر في مدينة بلبيس في مصر بتاريخ 23 نوفمبر 1845، ودفن في مدينة القدس.

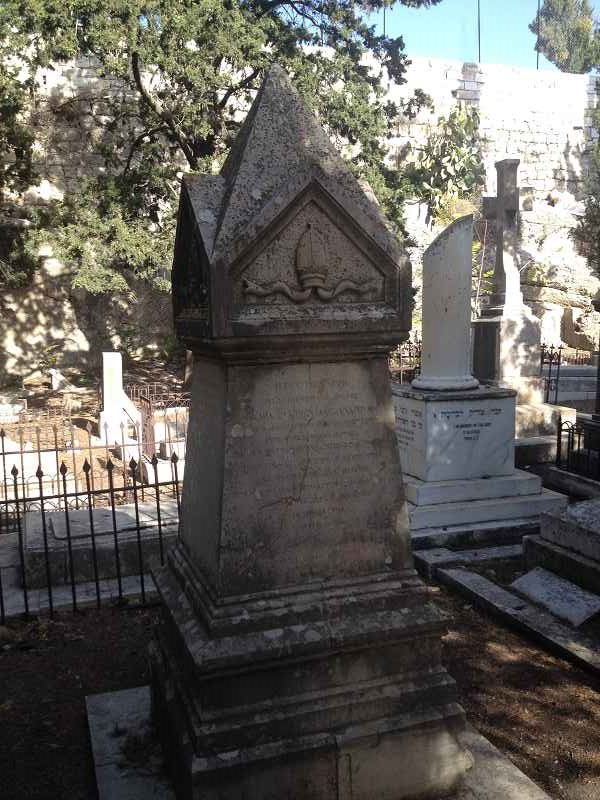
قبر المطران مايكل الكسندر في القدس